# Curacoa Island
Curacoa Island, il cui nome aborigeno è Noogoo, è un'isola disabitata del gruppo delle Palm Islands. L'isola è situata nel mar dei Coralli al largo della costa del Queensland, in Australia, a nord-ovest della città di Townsville. Curacoa si trova a nord-ovest di Great Palm Island, tra quest'ultima e Fantome Island; l'isola ha una superficie di 4,8 km².
Curacoa fa parte della Contea aborigena di Palm Island (Aboriginal Shire of Palm Island) assieme a Great Palm Island e alle altre isole minori del gruppo (Fantome Island, Havannah Island, Brisk Island, Esk Island, Falcon Island, Eclipse Island, Barber Island e Fly Island).

## Toponimo
Curacoa Island prende il nome dalla HMS Curacoa, nave ammiraglia dell'Australia Station dal 20 aprile 1863 al maggio 1866. Quattro navi della Royal Navy britannica hanno preso il nome dall'isola caraibica Curaçao tra il 1809 e il 1942, tutte hanno usato l'insolita ortografia HMS Curacoa.